# Montù (vitigno)
Il Montù è un vitigno a bacca bianca autoctono della regione Emilia-Romagna.

## Sinonimi
- Montuni